# たぬき丼
- たぬき丼[1][2]
- 狸丼[3]

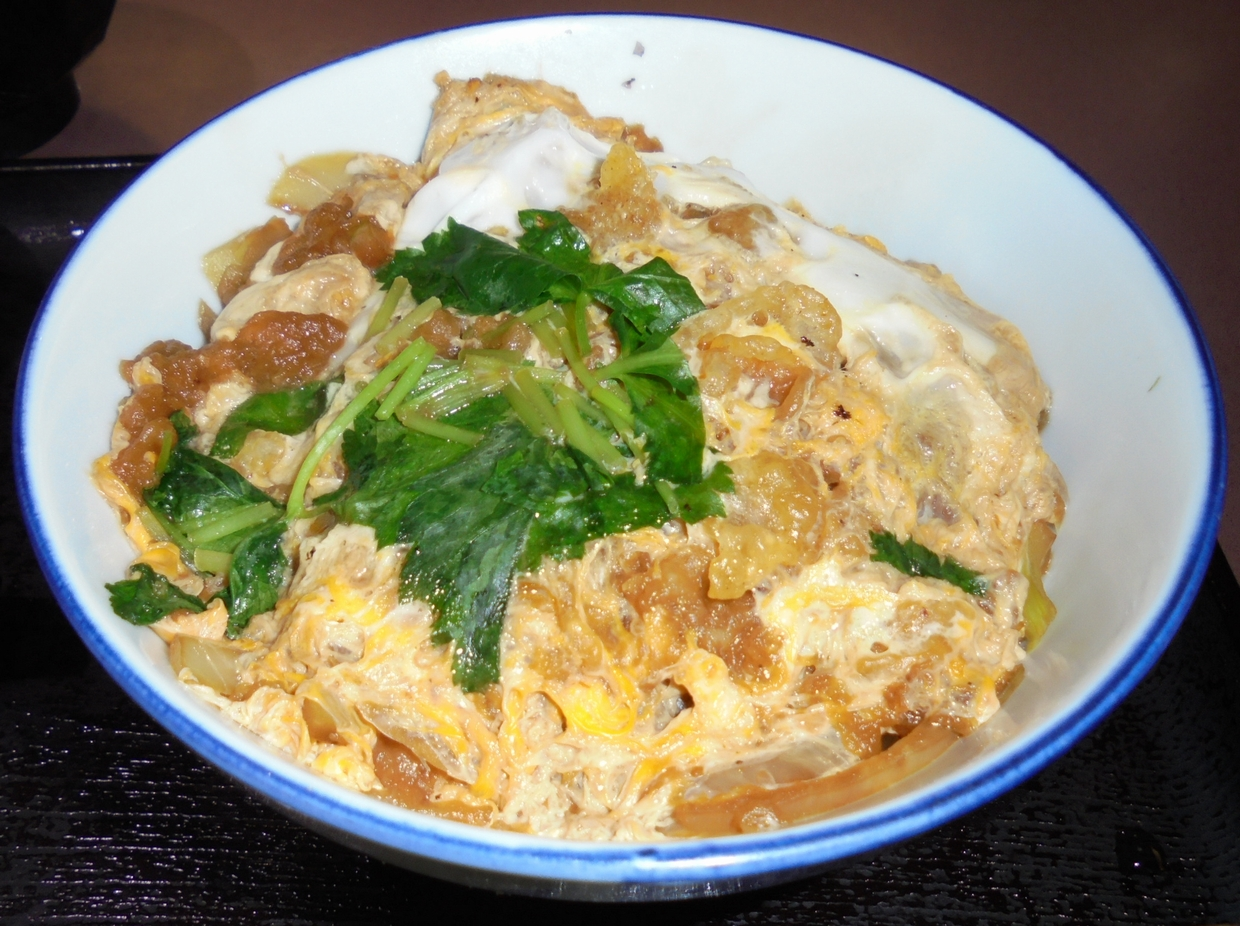
天かすを卵でとじたたぬき丼。神奈川県横浜市内の蕎麦屋にて。

たぬき丼（たぬきどん）もしくはハイカラ丼（ハイカラどん）は、日本の丼物の一つ。丼鉢に盛った飯の上に、具として天かす（揚げ玉）、または鶏卵でとじた天かすを乗せたもの。主に関東地方の蕎麦屋などで提供されている他、料理書籍や料理関係のウェブサイトなどで、簡単にできて満腹感の得られる丼物として紹介されている。滋賀県甲賀市信楽町のご当地グルメでもある。

## 天かすのみのたぬき丼

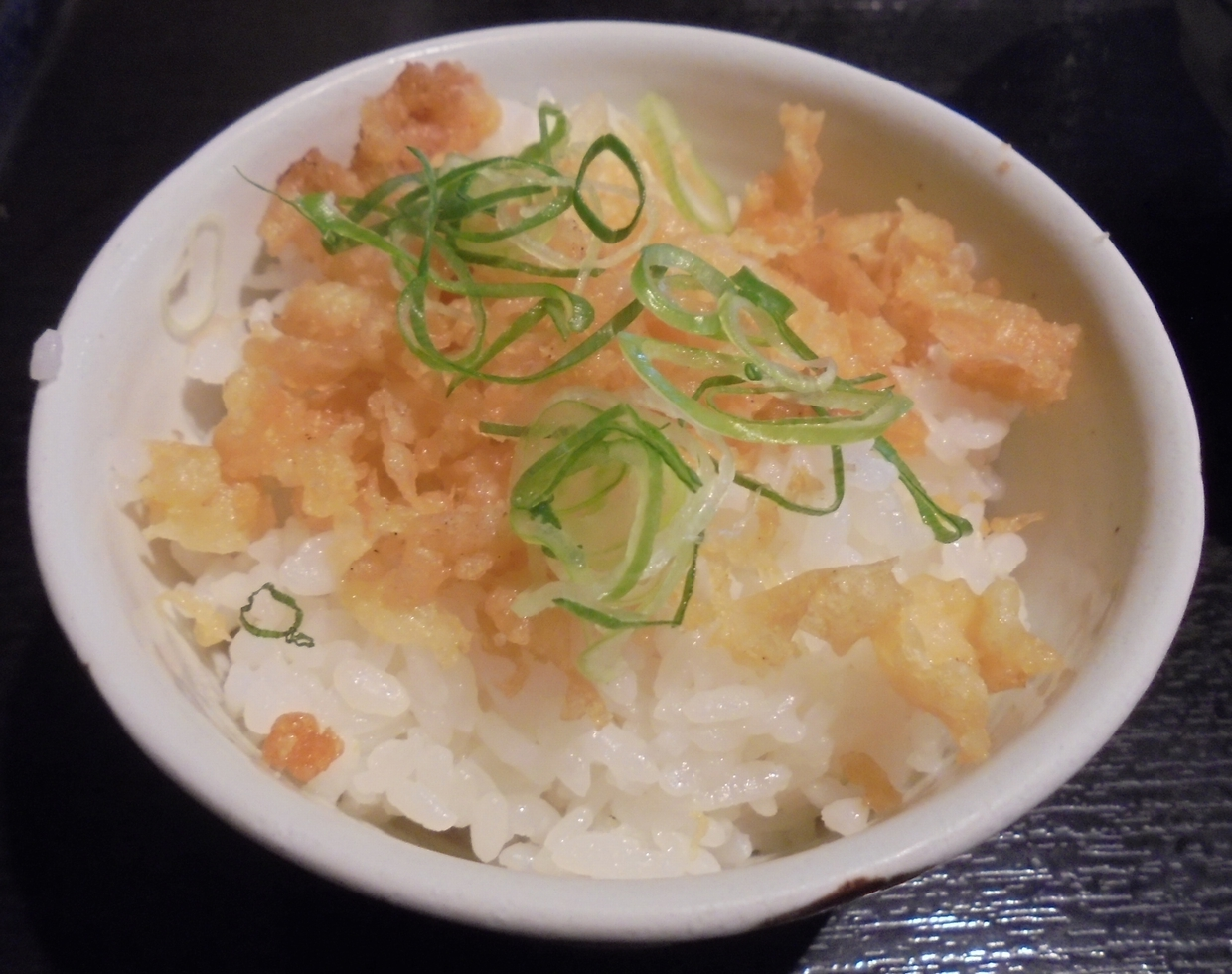
天かすのみのたぬき丼。神奈川県川崎市内のうどん屋にて。

国語辞典『大辞泉』での定義によれば、「たぬき丼」は、熱い飯の上に天かすをのせ、天つゆをかけた丼とされる。
簡単な料理を多数紹介する漫画『セイシュンの食卓』でも、手早く料理できる上に満腹感も得られる料理として「カンタンたぬき丼」の名で紹介されている。口当たりを良くするため、飯の上に大根おろしを乗せ、その上に揚げ玉を乗せるよう工夫されている。
テレビ東京の情報バラエティ番組『出没!アド街ック天国』では、2009年（平成21年）3月に、東京都台東区内の食事処で、常連客が無料サービスの揚げ玉を飯にふりかけ、醤油をかけて「たぬき丼風」にして食べると紹介された。

### ルーツ

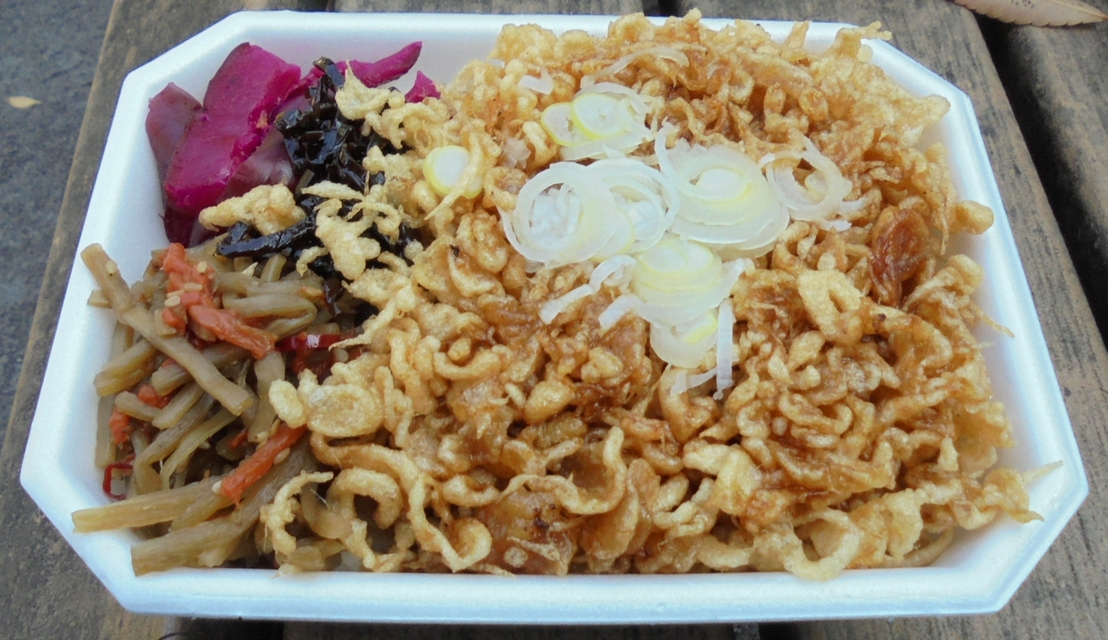
わせだの弁当屋のたぬき丼

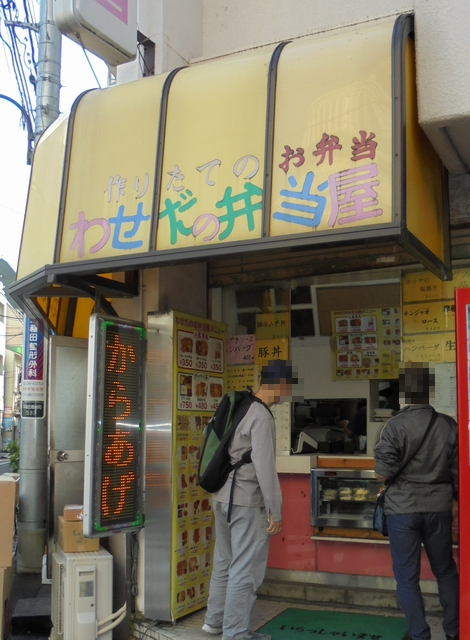
東京都新宿区西早稲田、わせだの弁当屋

『大辞泉』では、東京都の早稲田大学近くの弁当屋が、たぬき丼の元祖という説が紹介されている。
同書では店名を明記していないものの、早稲田大学近くの新宿区西早稲田の「わせだの弁当屋」のメニューには、「たぬき丼」の名の弁当が存在する。揚げ玉とネギだけを丼の具にし、甘辛いタレで仕上げ、わずかにコンブ、金平ゴボウ、柴漬を添えただけのもので、ボリュームと安価を特徴としている。
同店によれば、かつての社長が考案したメニューとされる。弁当の具に揚げ物が多く、天かすがよく出るため、その天かす自体を弁当の具とし、貧乏な学生向けに開発したので、安価なのだという。
先述の『出没!アド街ック天国』でも2008年（平成20年）6月に、西早稲田の名所の一つとして同店が紹介され、たぬき丼についても触れられた。

## 天かすを卵でとじたたぬき丼
天かすとたまねぎなどを卵でとじて白飯にのせた「たぬき丼」は、天かす入りの玉子丼と考えれば理解しやすい。主に首都圏の蕎麦屋などで親しまれている。
著作家の東海林さだおは、東京都渋谷区内の蕎麦屋で、このたぬき丼を食べた体験を自著『ゴハンの丸かじり』で紹介している。東海林は、汁を吸った揚げ玉と卵の食感、それらの具と飯の調和を「美味」と評価する一方で、食べ慣れている親子丼やカツ丼と比較し、衣の中身が無いことに多少の寂しさを述べている。また、たぬき丼を注文した際、周囲の客が誰も関心を示さなかったことから、東海林はたぬき丼を、東京の蕎麦屋ではごくありふれたメニューと見ている。
テレビ西日本のローカル情報番組『ももち浜ストア』では、2016年（平成28年）8月の放送で、蕎麦屋の賄い料理として紹介されている。
NHKで簡単な料理を紹介する料理番組『きょうの料理ビギナーズ』でもレシピが紹介されており、揚げ玉のコクと卵の旨味が評価されている。

## 信楽町のたぬき丼
信楽焼のタヌキで知られる滋賀県甲賀市信楽町では、2010年（平成22年）に開催された芸術イベント「信楽まちなか芸術祭」の目玉企画として、信楽町のご当地グルメ「たぬき丼」が考案された。このときに取材漫画家兼イラストレーターの新里碧により製作された食べ歩きガイドの地図「たぬき丼マップ」は、朝日新聞や中日新聞に取り上げられ、NHKの取材も入り、大きな反響を呼んだ。
翌々年の2012年（平成24年）には、同町のイベント「信楽狸かえるでぇ〜・2012」に伴う期間限定商品として、このたぬき丼が町内の各店で提供された。その後も2018年（平成30年）に至るまで毎年、「信楽たぬきの日」に定められた11月8日に合わせて、期間限定で提供されている。
信楽のたぬき丼は「天かすを使った丼」「各店舗おすすめの、美味しく化けた丼」のみが定義とされており、それ以外は各店ごとに独創的なアイディアに富んでいる。タヌキをあしらった器、近江地鶏や卵の入った丼、ハンバーガー仕立ての「たぬきバーガー」、インドネシア風の甘辛い味付けなど、様々な趣向が凝らされている。

## その他
料理研究家のシラサカアサコは、夜遅い帰宅後も手早くできて美味、カロリーも控え目の「おそごはん」と称するメニューの一つとして、揚げ玉と豆腐を炒めて丼の具とする「とうふたぬき丼」を紹介している。
バラエティ番組『満天☆青空レストラン』で2017年9月に紹介された「カツオチャンジャのたぬき丼」は、天丼のように天かすを飯に乗せるのではなく、飯に混ぜ合せた料理であり、味付けも天丼とは異なる。